# Acheux British Cemetery
Le Acheux Military Cemetery  est un cimetière militaire de la Première Guerre mondiale, situé sur le territoire de la commune d'Acheux-en-Amiénois, dans le département de la Somme, au nord-est d'Amiens.

## Localisation
Ce cimetière est situé à l'ouest du village, à proximité des dernières habitations.

## Histoire

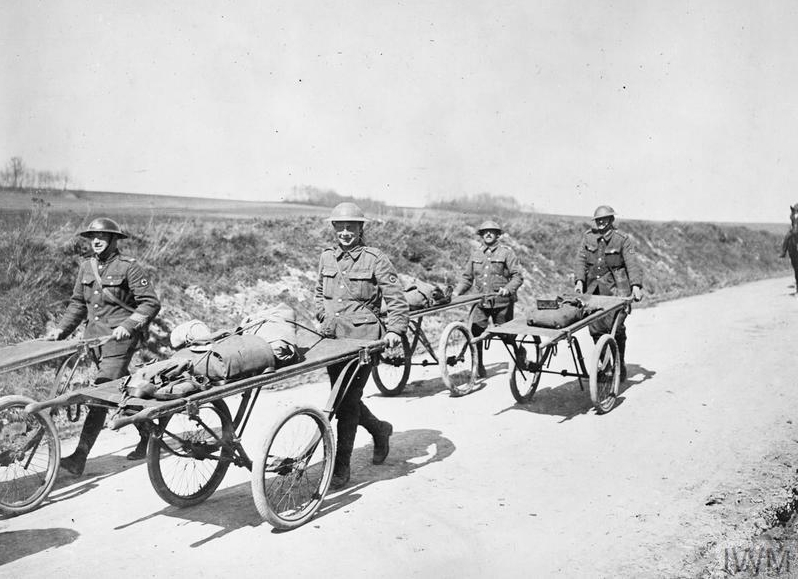
13 avril 1918. Bataille de la Lys. Détachement du Royal Army Medical Corps marchant vers la zone avancée (civières à roues). Route d'Acheux-Forceville. © IWM Q 372.

Situé à quelques kilomètres de la ligne de front, c'est dans ce secteur qu'ont été implantés des hôpitaux de campagne pour soigner les blessés évacués de la zone de combats lors de la Bataille de la Somme .

Le cimetière d'Acheux fut commencé en juillet 1916.

Il fut abandonné en novembre et le resta jusqu'à ce que les Allemands lancent leur Offensive du Printemps qui ramena la ligne de front alliée à moins de 8 kilomètres à l'est d'Acheux en avril 1918. De  nouvelles inhumations eurent lieu  à cette période .
Le cimetière compte aujourd'hui 180 sépultures de la Première Guerre mondiale.

## Caractéristiques
Ce cimetière a un plan quasi  rectangulaire de 40 m sur 20.

Il est clos par un muret de moellons sur trois côtés et d'une haie d'arbustes.

Le cimetière a été conçu par N. A. Rew.

## Galerie

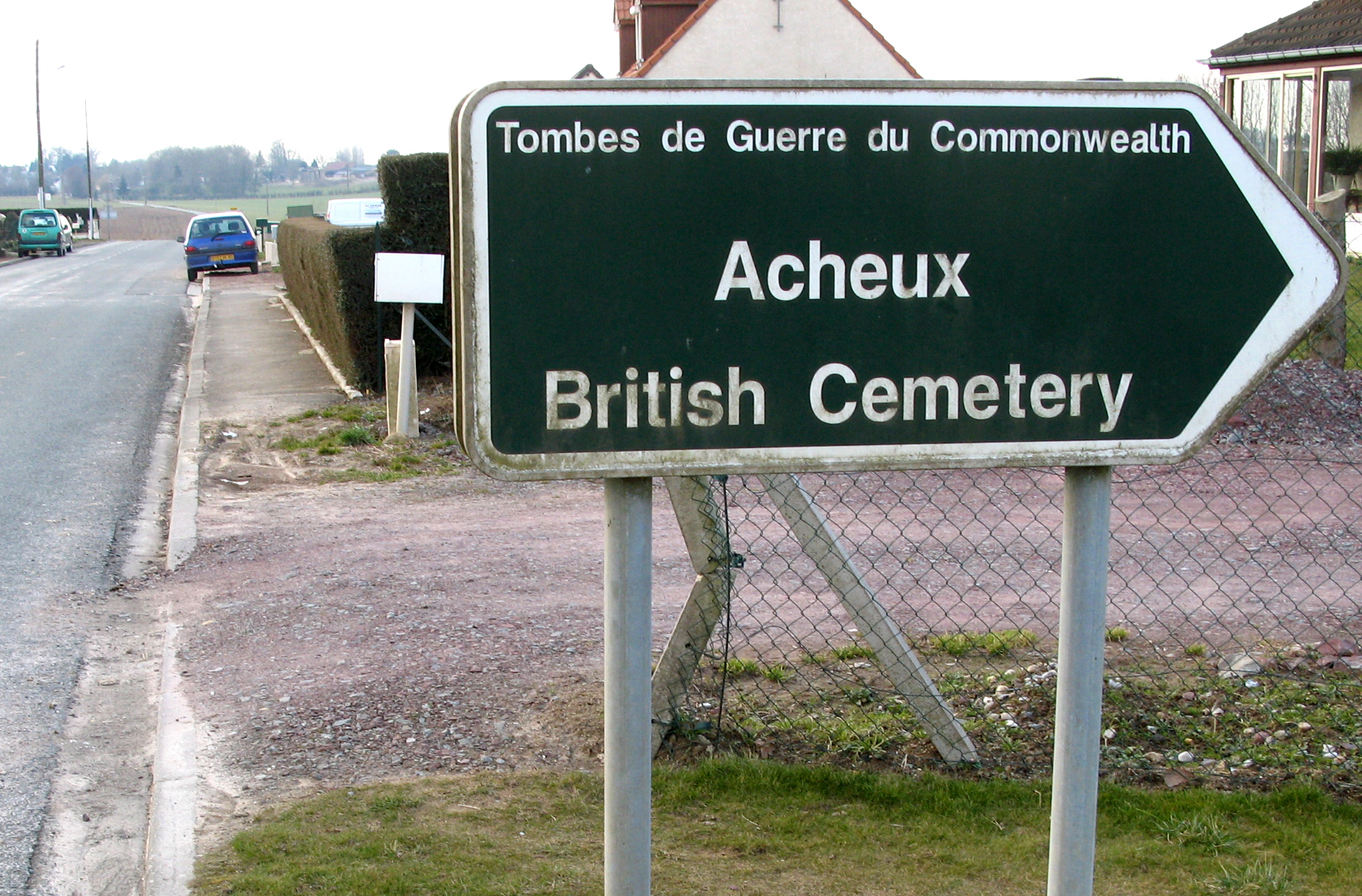
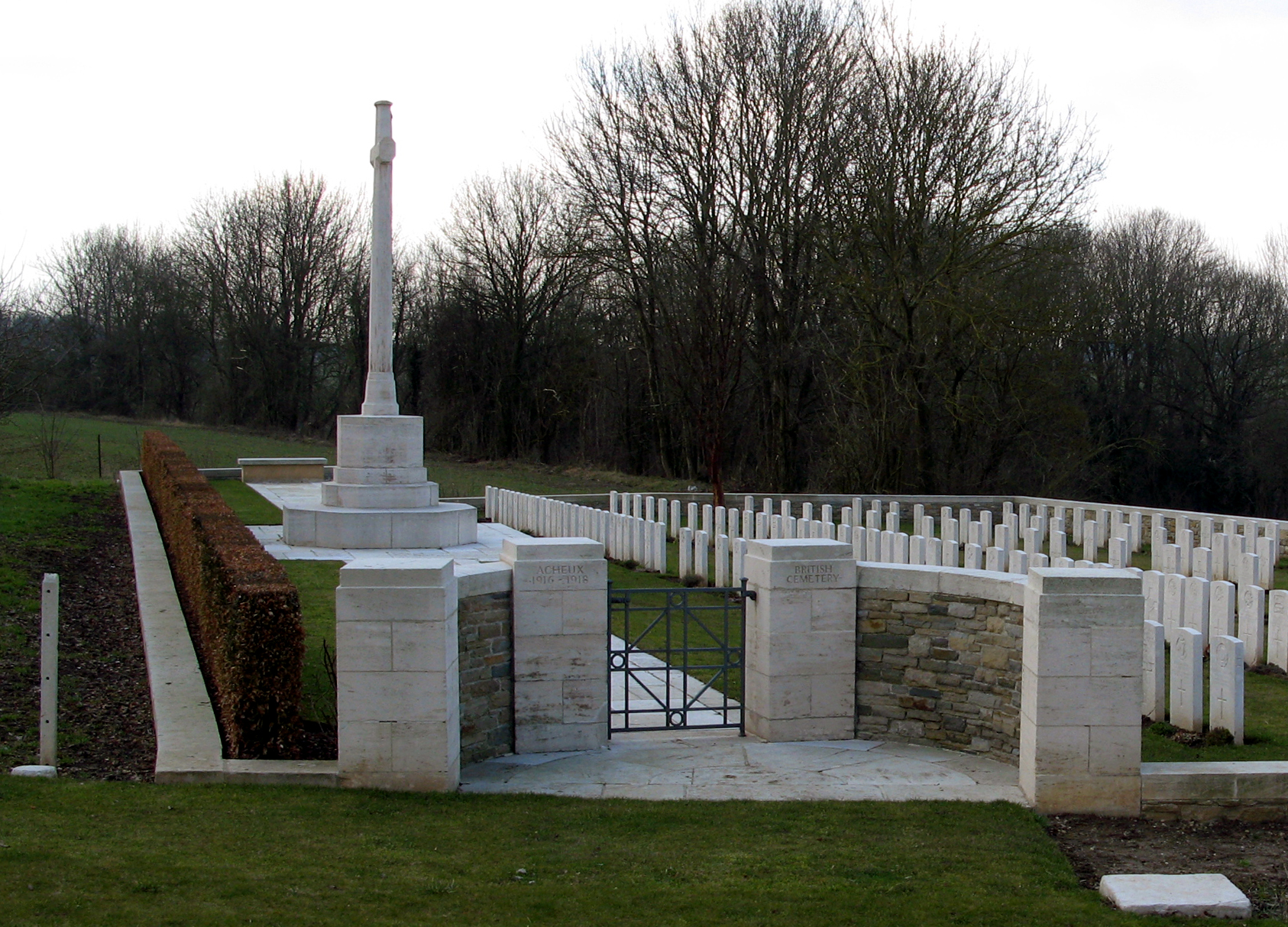
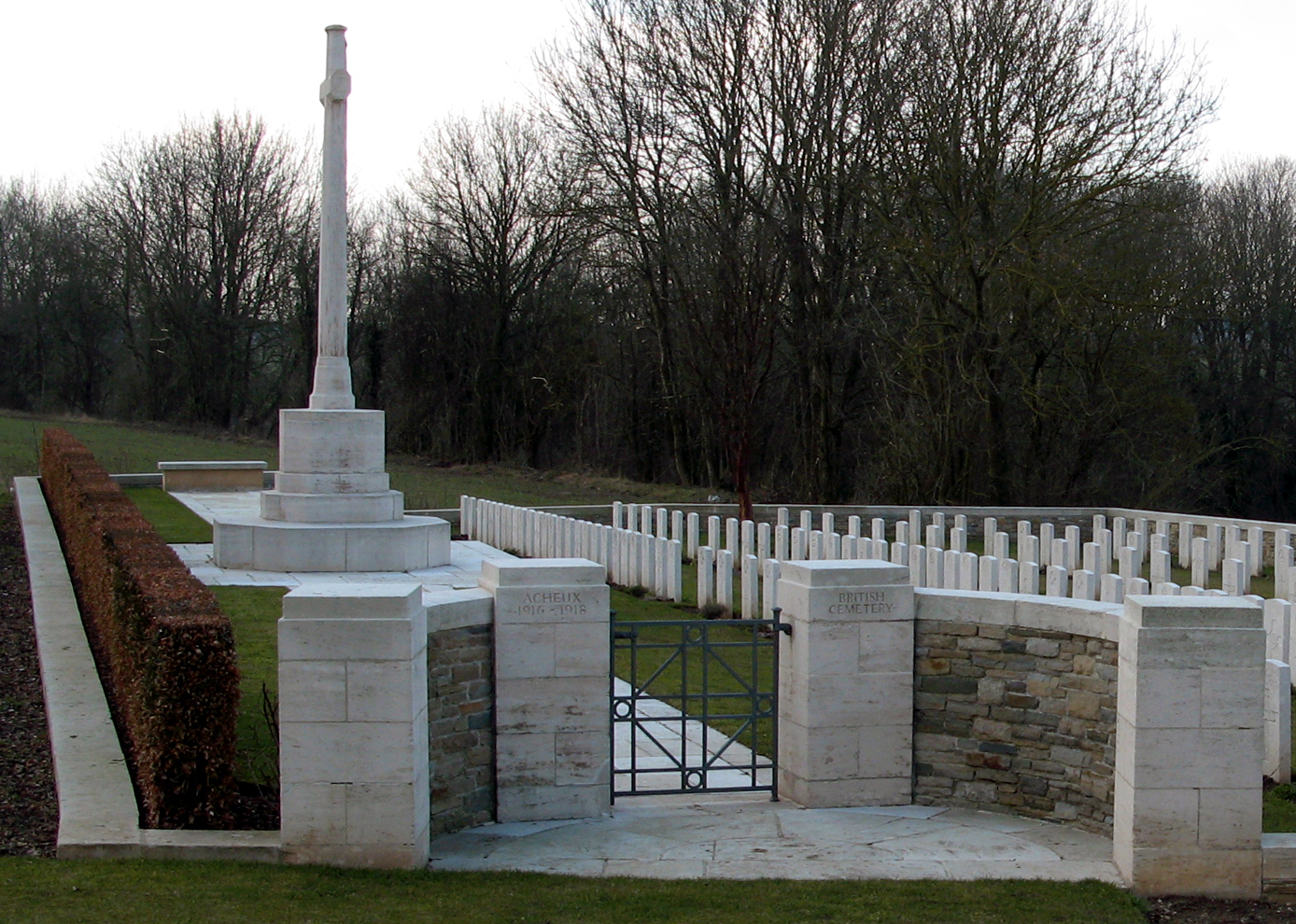

## Sépultures

### Sépultures
| Pays        | Sépultures |
| ----------- | ---------- |
| Royaume-Uni | 179        |
| Canada      | 1          |
| Total       | 180        |